# Brufe (Terras de Bouro)

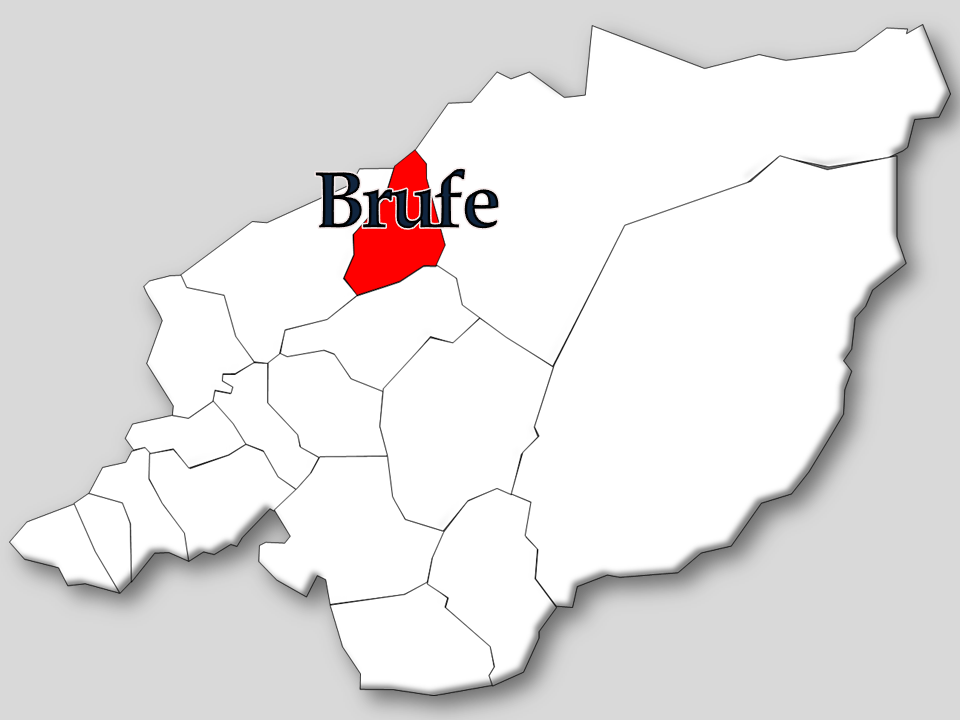
Localização da freguesia de Brufe no Município de Terras de Bouro

Brufe é uma povoação portuguesa do Município de Terras de Bouro, distrito de Braga, região do Norte e sub-região do Cávado que foi sede da extinta Freguesia de Brufe, freguesia que tinha 6,49 km² de área e 50 habitantes (2011) e, por isso, uma densidade populacional de 7,7 hab/km².
A Freguesia de Brufe foi extinta (agregada) em 2013, no âmbito de uma reforma administrativa nacional, para em conjunto com a Freguesia de Cibões formar uma nova freguesia denominada União das Freguesias de Cibões e Brufe.
A Freguesia de Brufe subdividia-se em dois lugares, a sede Brufe e Cortinhas.

## História
Brufe pertenceu ao concelho de Vila Garcia, até 1835, data em que este foi extinto tendo sido integrado no (atual município) de Terras de Bouro.
Brufe encontra-se na vertente da Serra Amarela, limitando com a Freguesia de Carvalheira e a montante com a albufeira de Vilarinho das Furnas, onde outrora vigorou a aldeia comunitária de Vilarinho das Furnas.
A aldeia de Brufe revela um elevado património rural que denuncia o enraizamento de culturas e tradições peculiares, símbolo arcaico das comunidades oriundas dos territórios de montanha. O conjunto habitacional, organizou-se ao longo de terrenos acidentados e, hoje, constitui uma aldeia turística composta por construções arquitectonicamente simples, de sólidas paredes de alvenaria granítica e madeiramentos a ornar as varandas e janelas. Os espigueiros, eiras, sequeiras e moinhos-de-água perfazem um ambiente harmonioso, eminentemente rural.
A igreja matriz encontra-se entre os dois únicos lugares da freguesia: Cortinhas e Brufe, reconstruída em 1881/82, tendo como orago o Divino Espírito Santo.

## População
| População da freguesia de Brufe | População da freguesia de Brufe | População da freguesia de Brufe | População da freguesia de Brufe | População da freguesia de Brufe | População da freguesia de Brufe | População da freguesia de Brufe | População da freguesia de Brufe | População da freguesia de Brufe | População da freguesia de Brufe | População da freguesia de Brufe | População da freguesia de Brufe | População da freguesia de Brufe | População da freguesia de Brufe | População da freguesia de Brufe |
| ------------------------------- | ------------------------------- | ------------------------------- | ------------------------------- | ------------------------------- | ------------------------------- | ------------------------------- | ------------------------------- | ------------------------------- | ------------------------------- | ------------------------------- | ------------------------------- | ------------------------------- | ------------------------------- | ------------------------------- |
| 1864                            | 1878                            | 1890                            | 1900                            | 1911                            | 1920                            | 1930                            | 1940                            | 1950                            | 1960                            | 1970                            | 1981                            | 1991                            | 2001                            | 2011                            |
| 106                             | 119                             | 117                             | 130                             | 153                             | 162                             | 181                             | 162                             | 162                             | 133                             | 117                             | 99                              | 78                              | 57                              | 50                              |

## Economia
A atividade económica da freguesia de Brufe consiste,nomeadamente na agricultura e pastorícia. Por outro lado, persiste também o artesanato, a restauração e serviço de alojamento na modalidade TER.

## Património Histórico-Cultural
- Trincheira de Casarotas
- Canastros
- Sepulturas celtas com vestígios de padrões romanos
- Aldeias de Cortinhas e Brufe
- Fojo-do-lobo de Brufe
- Serra Amarela
- Colmeias ou silhas de ursos
- Fojo-do-lobo de Vilarinho

## Festas e Romarias
Existem festas pelo Espírito Santo (Maio ou Junho) e na Páscoa.

## Clubes e colectividades
- Zona de caça associativa de Brufe
- Centro Cultural de Brufe
- Conselho Directivo do Baldio de Cortinhas

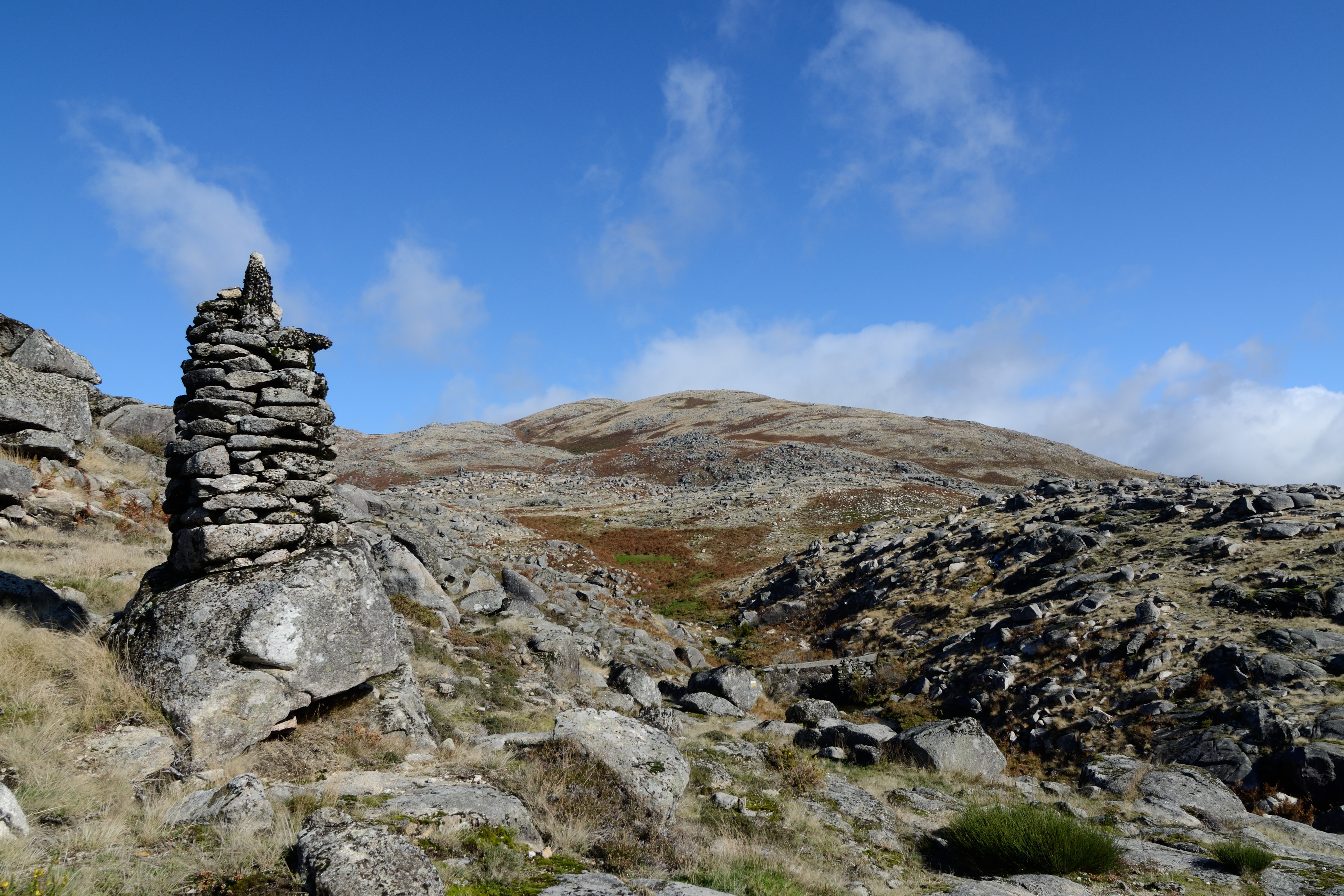
Trilho das Casarotas

- Junta de freguesia